# Astra 250

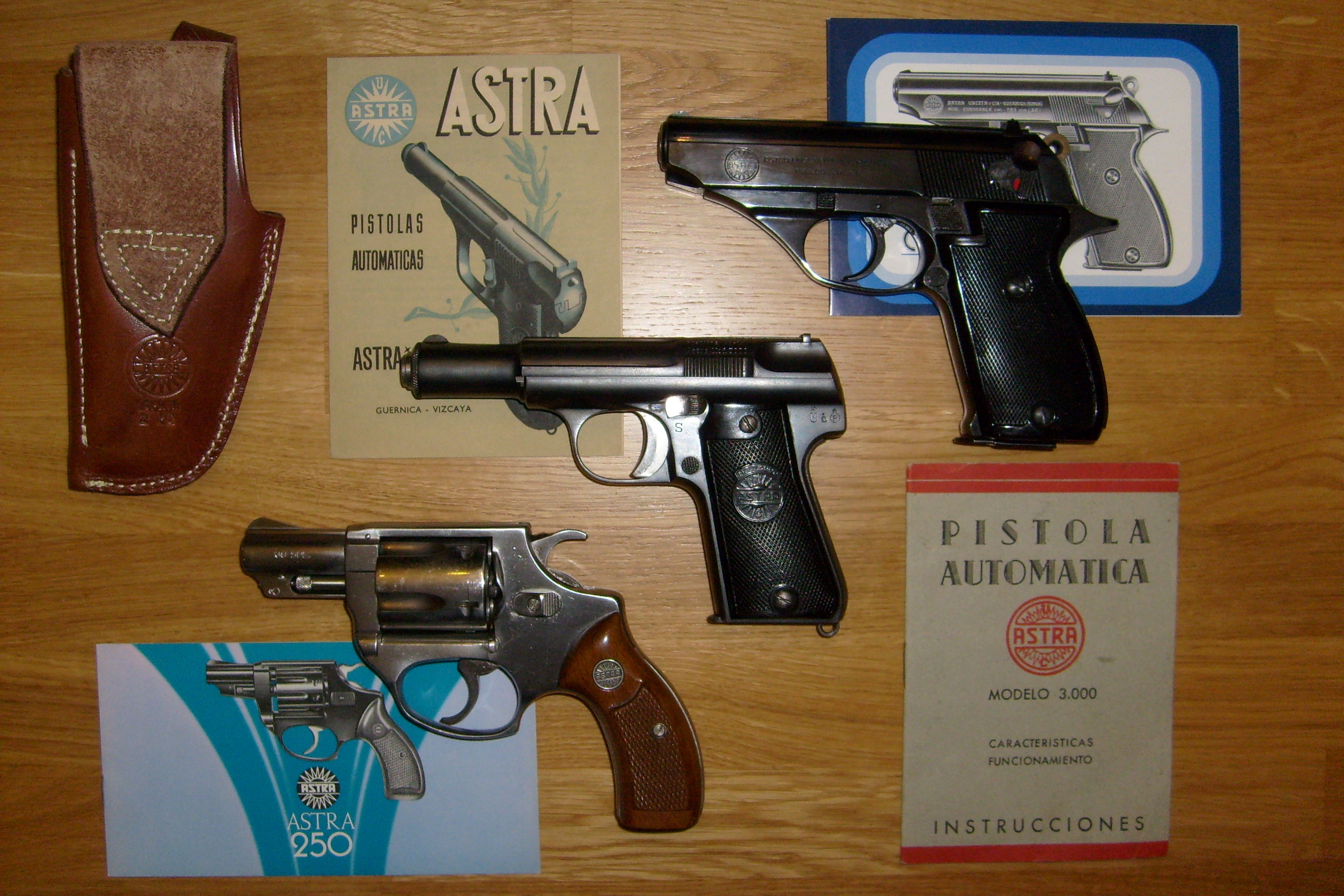
Le Revolver Astra 250 inox (en bas) en compagnie des pistolets Astra 3000 (au milieu) et Astra Constable (en haut)

Le revolver de poche Astra 250 était quasi identique à l'Astra Cadix à canon court à qui il succède dans les années 1970.

## Fiche technique
- Pays d'origine :  Espagne/Pays basque espagnol
- Fonctionnement : double action (système S&W M&P simplifié), barillet tombant à gauche
- Visée : fixe
- Canon : 5 cm
- Longueur : 16,9 cm
- Masse à vide : 610 g (680 g chargé en .38 SP)
- Capacité : 
  - 9 coups en  .22 Magnum
  - 6 coups en .32 S&W Long
  - 5 coups en .38 Special

## Utilisateurs connus
- Canada/ États-Unis officiers de police et détectives (port discret et/ou arme de secours) et les citoyens pour leur défense personnelle.
- Espagne Corps national de police d'Espagne (remplacé par le Star M30) et Guardia Civil pour leurs enquêteurs agissant en tenue civile. Personnalités menacées par les terroristes de l'ETA.
- Pays basque Employé par les Etarras.

## Pour en savoir plus
- D. VENNER, Les armes de poing de la nouvelle génération, éditions J. Grancher, 1982.
- Chapitre « Espagne » dans  J. Huon, Encyclopédie de l'Armement mondial, tome 3, Grancher 2012.
- Magazines  Action Guns, AMI et Cibles.